# Unterthier
Unterthier ist eine Ortschaft in der Gemeinde Wipperfürth im Oberbergischen Kreis im Regierungsbezirk Köln in Nordrhein-Westfalen (Deutschland).

## Lage und Beschreibung
Unterthier liegt im Südwesten der Stadt Wipperfürth. Der Siedlungsbereich der Ortschaft grenzt unmittelbar an den Nachbarort Thier. Im Ortsbereich entspringt ein Nebengewässer des Flosbaches. Nachbarorte sind Thier, Niederflosbach und Ballsiefen.
Der Ort gehört zum Gemeindewahlbezirk 150 und damit zum Ortsteil Thier.

## Geschichte
1443 wird der Ort erstmals unter der Bezeichnung „Tyre“ in einer Einkunfts- und Rechteliste des Kölner Apostelstiftes genannt.  Aus einer Stiftungsurkunde des Jahres 1686 geht hervor, dass ein "Thierer Kirchlein" unter der Bezeichnung "heyligen häußgen" in einer Talsenke in Unterthier gestanden hat. Diese Gebetsstätte wurde später wegen der häufigen Überschwemmungen auf den heute so genannten Kapellenberg in Oberthier verlegt. Die Karte Topographia Ducatus Montani aus dem Jahre 1715 zeigt in Unterthier zwei Höfe und bezeichnet diese mit „Thier“. Die Topographische Aufnahme der Rheinlande von 1825 zeigt auf dem Siedlungsbereich von Unterthier drei umgrenzte Hofräume mit elf getrennt voneinander liegenden Grundrissen. Die Ortsbezeichnung auf dieser Karte lautet „Thier“. In der Preußischen Uraufnahme von 1840 wird die Ortschaft mit „Unt. Thier“ bezeichnet. Die topografischen Karten ab dem Jahr 1955 zeigen die fortschreitende Erweiterung der Ortschaft in Richtung Ballsiefen.
Ein Wegekreuz von 1872 und ein Bilderstock von 1851 aus dem Material Sandstein stehen im Ortsbereich von Unterthier.

## Busverbindungen
Über die Haltestelle Thier der Linie 426 (VRS/OVAG) in Thier ist Unterthier an den öffentlichen Personennahverkehr angebunden.

## Wanderwege
Die vom SGV ausgeschilderten Rundwanderwege A3, A4 und A5 führen durch den Ort.

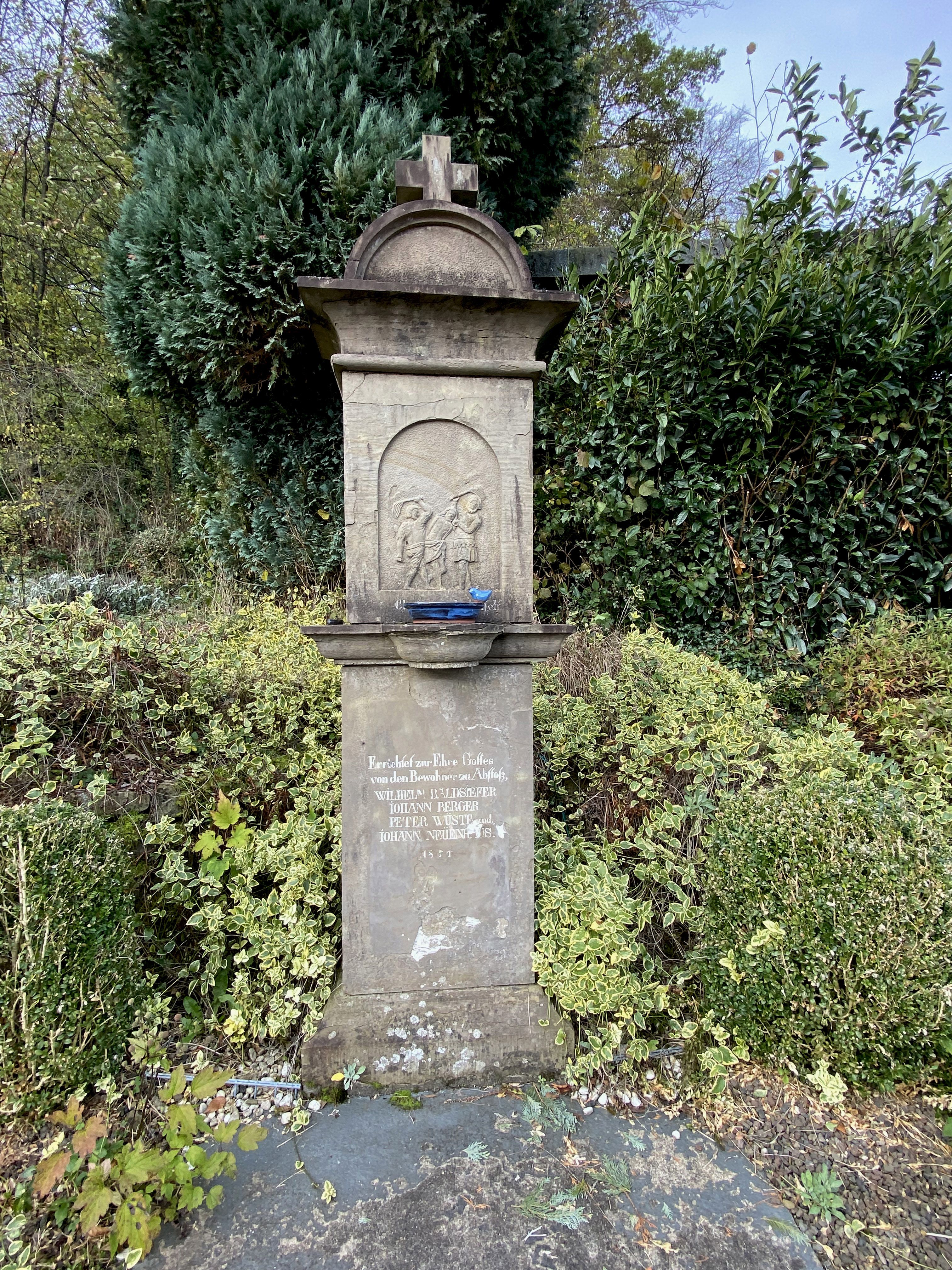
Baudenkmal Bildstock (1851)
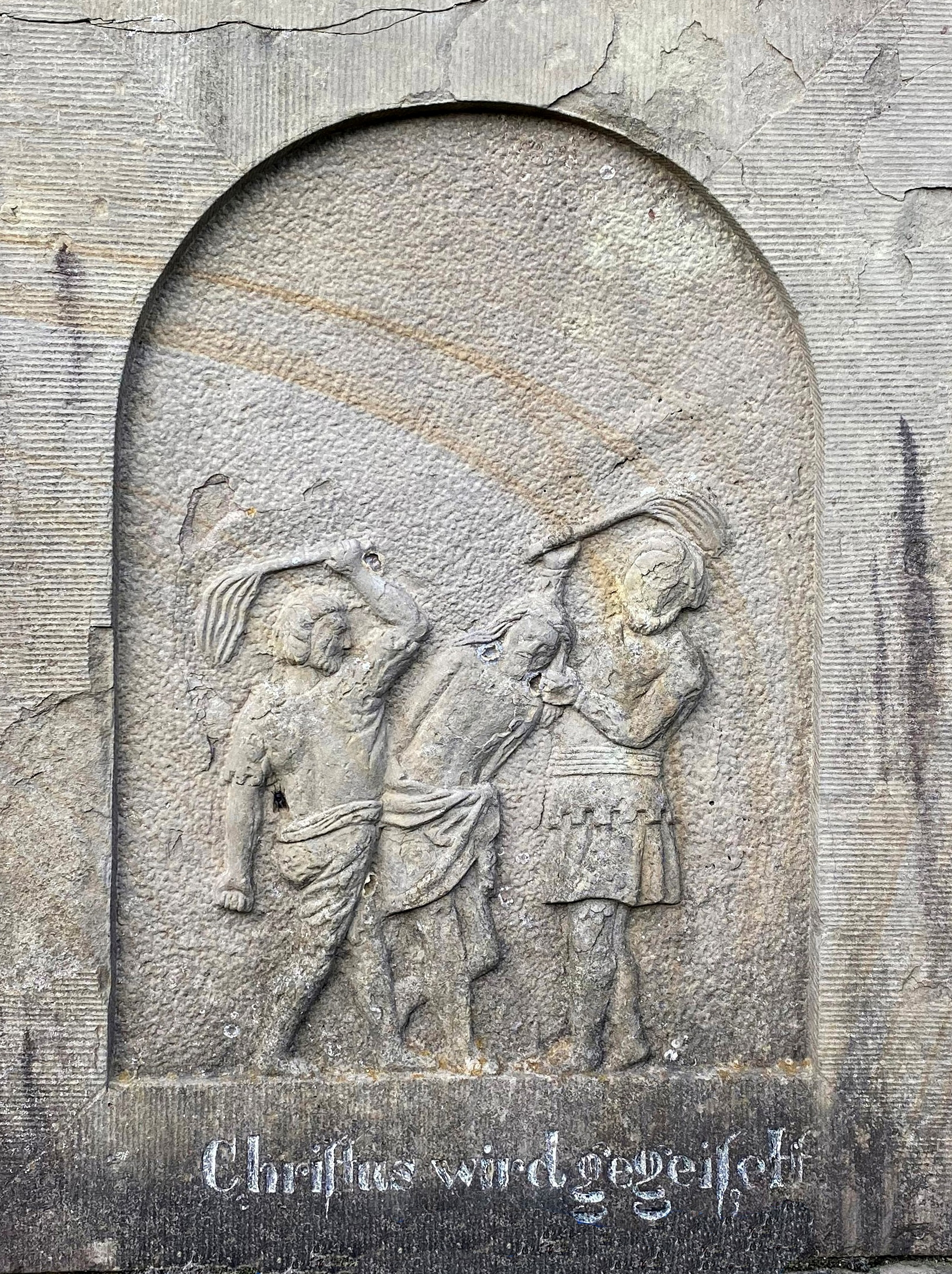
Bildstock-Relief Geißelung Christi
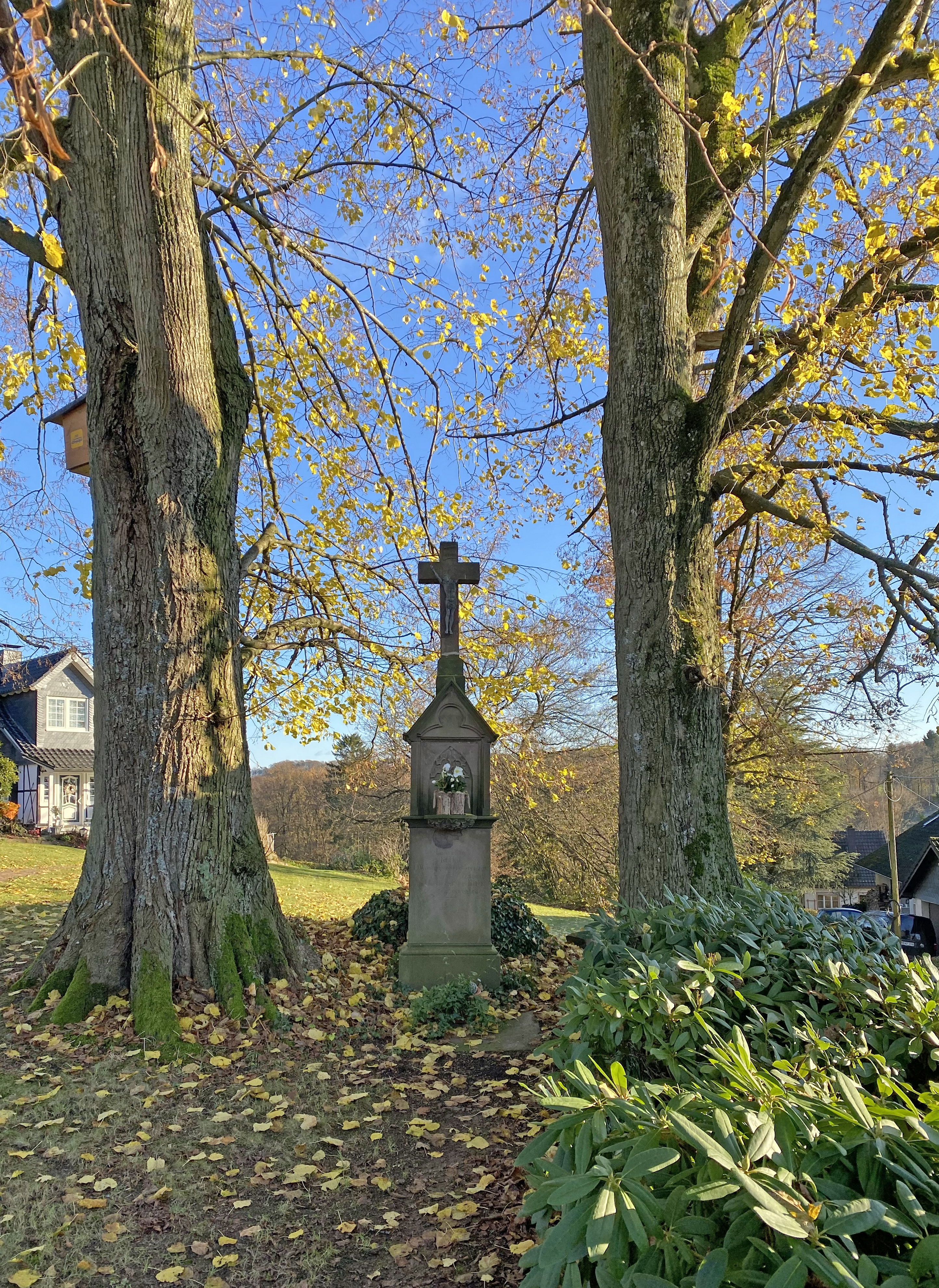
Baudenkmal Wegekreuz (1872)